# Bracon guineensis
Bracon guineensis är en stekelart som beskrevs av Szepligeti 1914. Bracon guineensis ingår i släktet Bracon och familjen bracksteklar. Inga underarter finns listade.